# Страсберг, Сьюзан
Сьюзан Страсберг (англ. Susan Strasberg; 22 мая 1938 — 21 января 1999) — американская актриса, номинировавшаяся на премии «Золотой глобус», «Тони» и BAFTA.

## Жизнь и карьера
Сьюзан Элизабет Страсберг родилась в Нью-Йорке в семье театрального режиссёра Ли Страсберга и актрисы Полы Страсберг. После того, как она получила хорошие отзывы и номинацию на премию BAFTA за роль в фильме «Пикник» 1955 года, Страсберг была предложена главная роль в бродвейской постановке «Дневник Анны Франк», которая принесла номинацию на «Тони» в возрасте восемнадцати лет. Затем сыграла главные роли в фильме «Очарованная сценой» с Генри Фонда и в итальянской драме «Капо», номинированной на «Оскар». В 60-х годах исполнила ещё несколько главных ролей в кино, среди которых можно выделить фильм «Приключения молодого человека», за который она была номинирована на «Золотой глобус» в 1963 году.
В середине 60-х Страсберг переехала в Италию и появлялась на экране нерегулярно, в основном исполняя роли второго плана. Написала две автобиографии-бестселлера: одну о романах с Ричардом Бёртоном и Кристофером Джонсом, вторую — о дружбе семьи Страсбергов с Мэрилин Монро.
У Страсберг есть дочь Дженнифер Робин, родившаяся 14 марта 1966 года в Лос-Анджелесе от короткого брака с актёром Кристофером Джонсом. Сьюзан Страсберг на протяжении многих лет боролась с раком молочной железы и умерла в результате тромбоза в 1999 году.

## Фильмография
- 1955 — Паутина/The Cobweb
- 1955 — Пикник/Picnic
- 1958 — Очарованная сценой/Stage Struck
- 1959 — Капо/Kapò
- 1961 — Вкус страха/Taste of Fear
- 1962 — Беспорядок/Il disordine
- 1962 — Приключения молодого человека/Hemingway’s Adventures of a Young Man
- 1963 — Самый короткий день/Il giorno più corto
- 1964 — Солнце в зените/The High Bright Sun
- 1967 — Трип/The Trip
- 1968 — Псих - Аут/Psych-Out
- 1968 — Братство/The Brotherhood
- 1968 — Игра называется «убийство»/The Name of the Game Is Kil
- 1977 — Русские горы/Rollercoaster
- 1978 — Маниту/The Manitou
- 1978 — Хвала пожилых женщин/In Praise of Older Women
- 1981 — Кровавый день рождения/Bloody Birthday
- 1982 — Лабиринты и монстры/Mazes and Monsters
- 1986 — Отряд «Дельта»/The Delta Force
- 1989 — Травма/Trauma